# 공항 제2빌딩역
공항 제2빌딩역(일본어: 空港第2ビル駅 구코다이니비루에키[*])은 일본 지바현 나리타시에 위치한 동일본 여객철도와 게이세이 전철의 철도역이다. JR 동일본 나리타선과 게이세이 전철의 게이세이 본선·나리타 공항선등 3개의 노선이 운행되고 있다. 게이세이 전철의 역 번호는 KS 41이며, 단선·섬식의 형태를 합친 2면 3선 구조의 복합 승강장을 갖춘 지하역이다. 나리타 국제공항 제2, 3터미널로 연결이 된다. 한국어 등 외국어 안내에는 나리타공항 제2·제3터미널(Narita Airport Terminal 2·3) 역이라는 표기를 사용하고 있다.

## 타는 곳
|                                       | 1             | ■ 특급 나리타 익스프레스 | 상행 | 도쿄 · 시나가와 · 시부야 · 신주쿠 · 요코하마 · 오후나 방면                                                                  |
| 나리타선 (소부 쾌속·요코스카 선 직통) | 1             | 상행                     | 지바 · 후나바시 · 도쿄 · 시나가와 · 요코하마 방면                                                                                   | |
| 나리타선                              | 1             | 하행                     | 나리타 공항 (나리타 제1 터미널) 방면                                                                                                | |
|                                       | 1             | 나리타 스카이액세스 선   | 상행 | 인바니혼이다이 · 다카사고 · 닛포리 · 우에노 · 오시아게 · 아사쿠사 · 니시마고메 · 하네다공항 ( 도영 아사쿠사 선 · 게이큐 선) |
| 2                                     | 하행          | 나리타 스카이액세스 선   | 나리타 공항 (나리타 제1 터미널) 방면                                                                                                | |
| 3                                     | 게이세이 본선 | 상행                     | 사쿠라 · 후나바시 · 다카사고 · 닛포리 · 우에노 · 오시아게 · 아사쿠사 · 니시마고메 · 하네다공항 방면 ( 도영 아사쿠사 선 · 게이큐 선) | |
| 4                                     | 게이세이 본선 | 하행                     | 나리타 공항 (나리타 제1 터미널) 방면                                                                                                | |

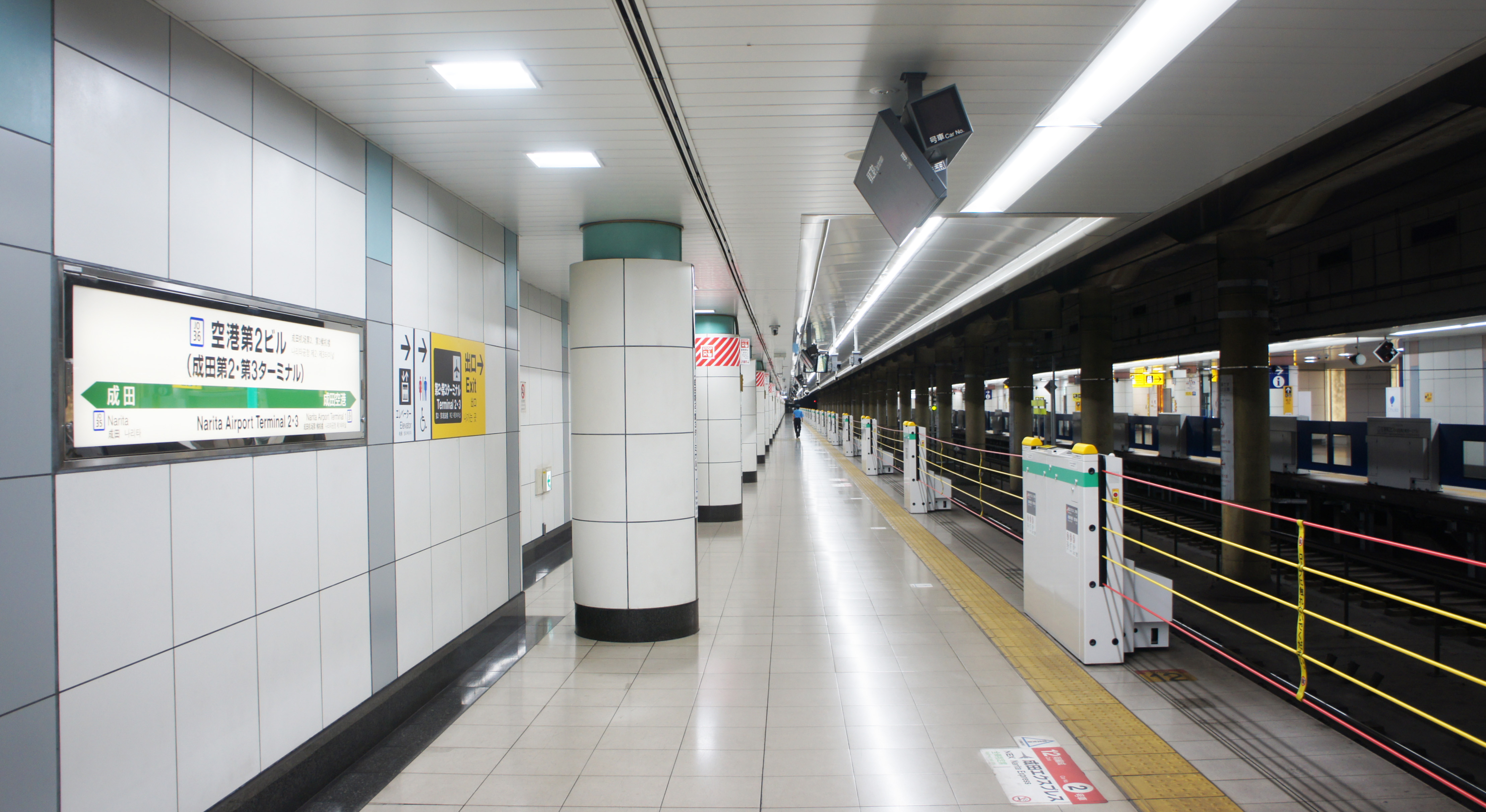
JR 승강장
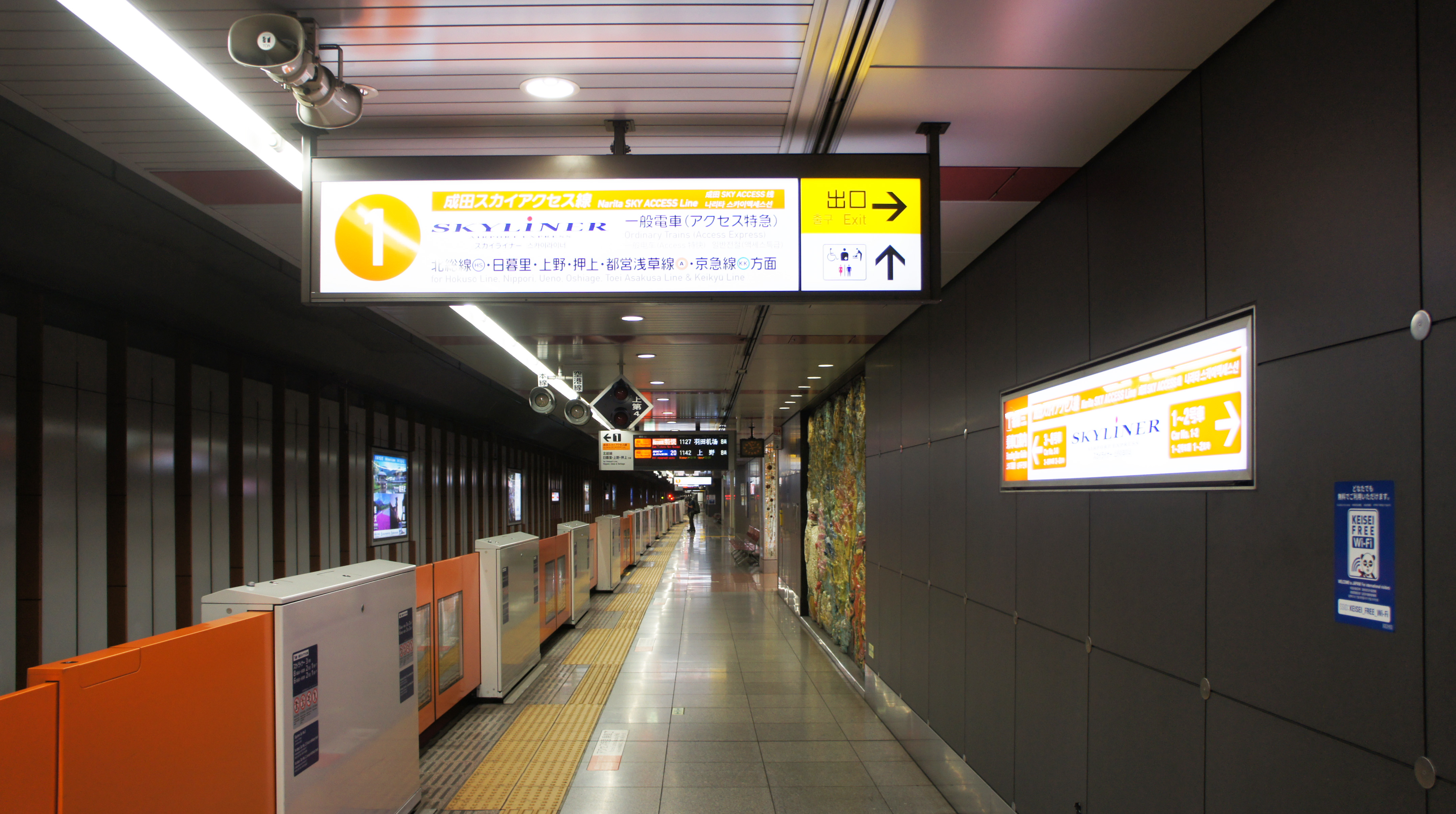
게이세이 1번선 승강장
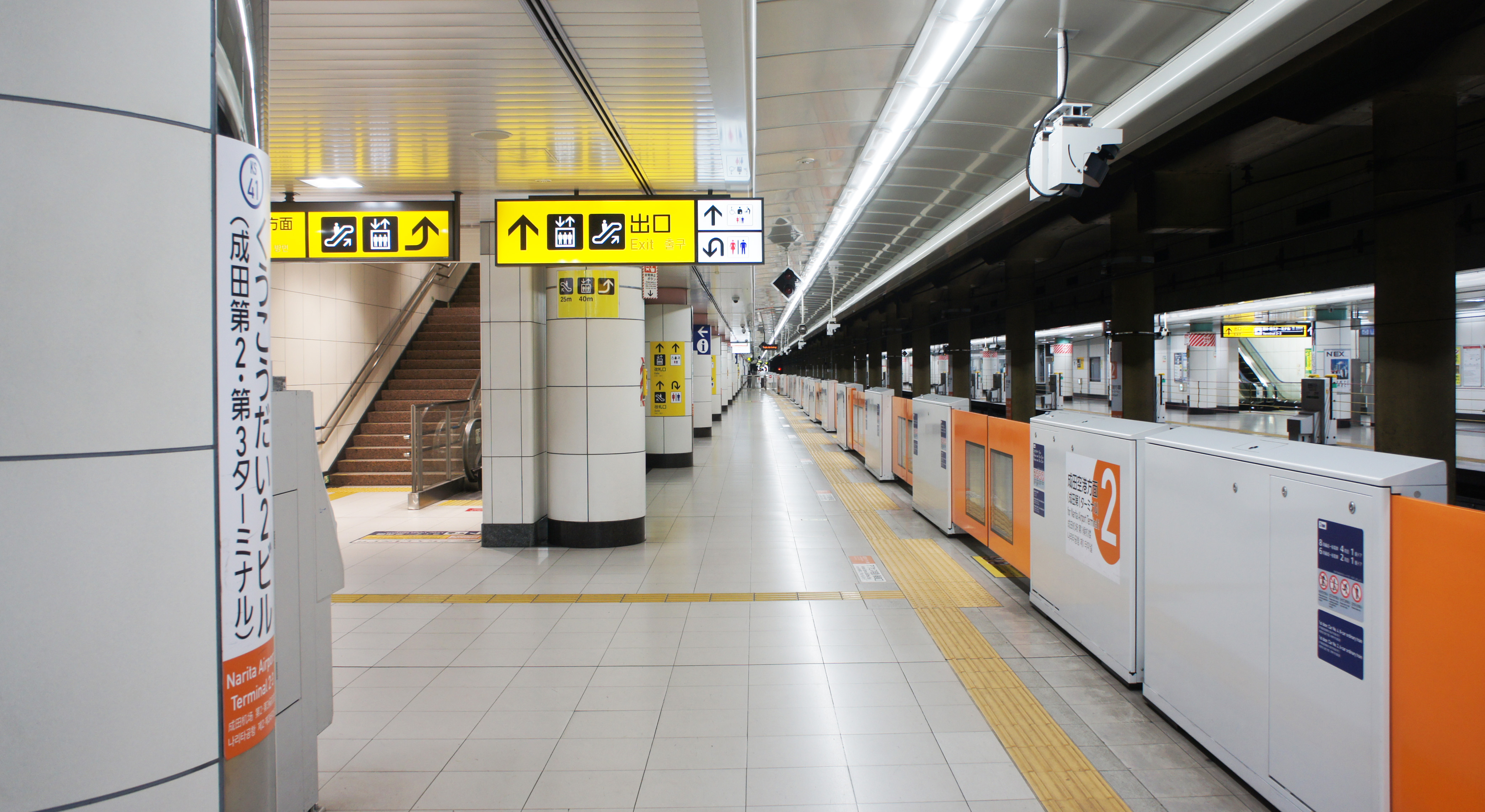
게이세이 2번선 승강장
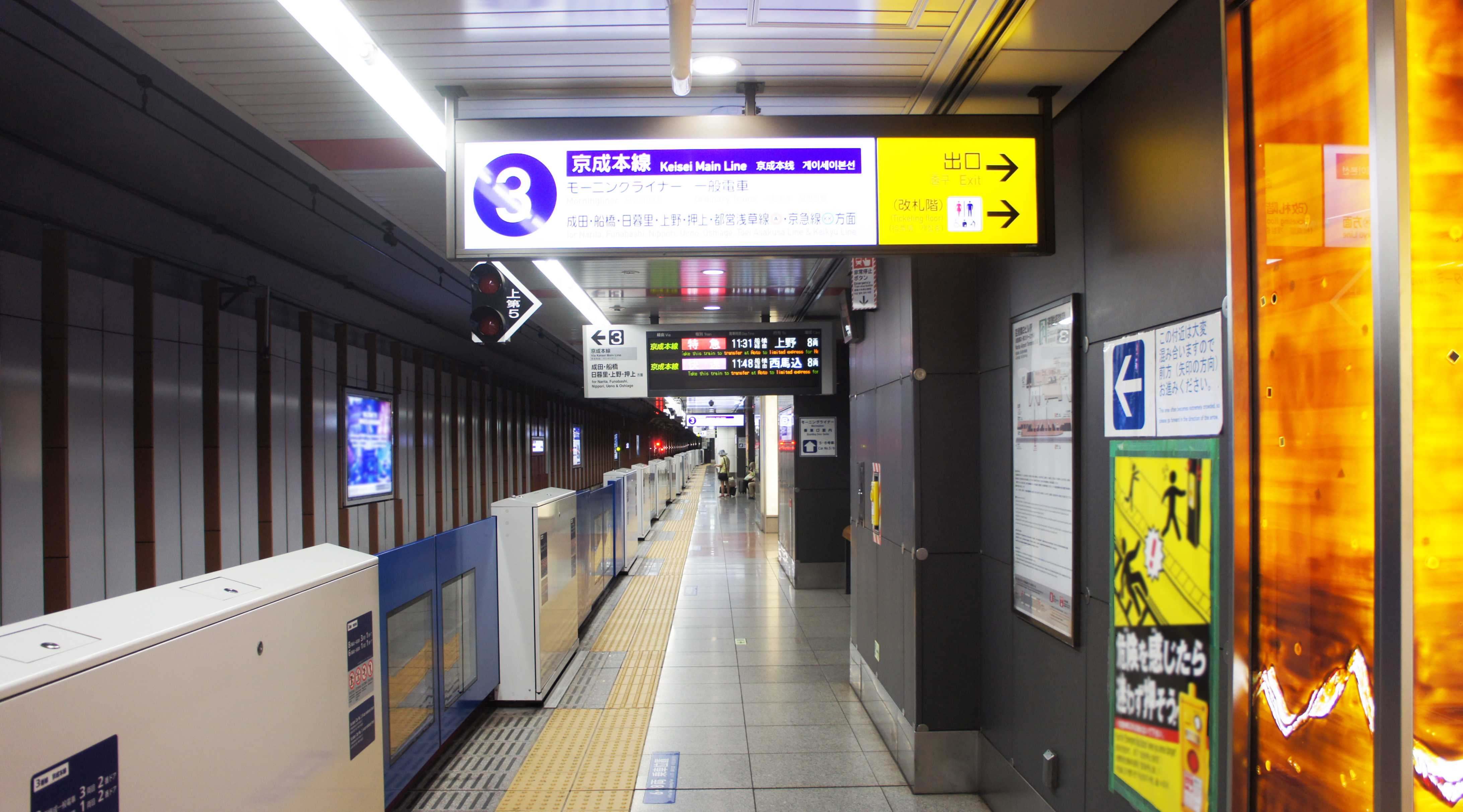
게이세이 3번선 승강장
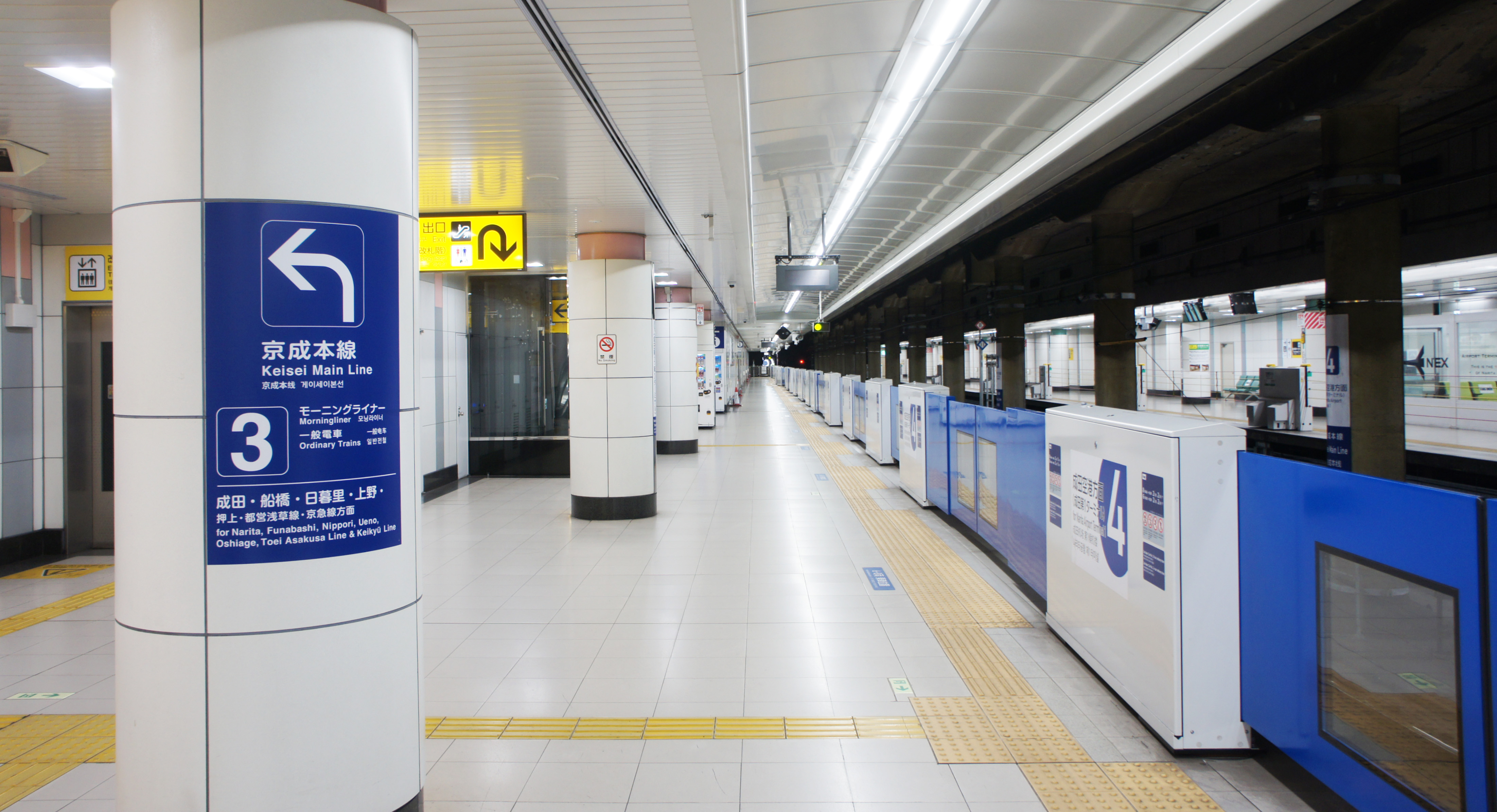
게이세이 4번선 승강장

## 이용 현황
| 승차 인원 추이 | 승차 인원 추이 | 승차 인원 추이 |
| 연도           | JR 동일본      | 게이세이 전철  |
| -------------- | -------------- | -------------- |
| 1992년         | 3,991          | 1,801          |
| 1993년         | 4,537          | 6,496          |
| 1994년         | 5,131          | 7,282          |
| 1995년         | 5,482          | 7,790          |
| 1996년         | 5,689          | 8,362          |
| 1997년         | 5,765          | 8,347          |
| 1998년         | 5,565          | 8,395          |
| 1999년         | 5,930          | 8,727          |
| 2000년         | 6,339          | 9,389          |
| 2001년         | 5,730          | 9,197          |
| 2002년         | 6,667          | 10,822         |
| 2003년         | 5,975          | 10,282         |
| 2004년         | 6,876          | 11,673         |
| 2005년         | 6,947          | 11,473         |
| 2006년         | 5,666          | 9,458          |
| 2007년         | 5,631          | 9,561          |
| 2008년         | 4,920          | 8,809          |
| 2009년         | 4,422          | 8,209          |
| 2010년         | 4,123          | 8,620          |
| 2011년         | 3,482          | 5,358          |
| 2012년         | 3,925          | 9,302          |
| 2013년         | 4,278          | 10,384         |
| 2014년         | 4,114          | 10,807         |
| 2015년         | 4,732          |                |

## 역 주변
- 나리타 국제공항

## 인접 역
| 동일본 여객철도 ■ 나리타선                                | 동일본 여객철도 ■ 나리타선  | 동일본 여객철도 ■ 나리타선 |
| --------------------------------------------------------- | --------------------------- | -------------------------- |
| JO 35 나리타 도쿄 · 요코하마 · 신주쿠 · 오미야 방면       | 특급 "나리타 익스프레스"    | JO 37 나리타 공항 방면     |
| JO 35 나리타 치바, 도쿄, 구리하마 방면                    | 요코스카・소부 쾌속선       | JO 37 나리타 공항 방면     |
| JO 35 나리타 치바 방면                                    | 보통                        | JO 37 나리타 공항 방면     |
| 게이세이 전철 게이세이 본선                               |                             |                            |
| KS 40 게이세이나리타 우에노 방면                          | ● 홈 라이너・이브닝 라이너  | KS 42 나리타 공항 방면     |
| KS 40 게이세이나리타 우에노 방면                          | ● 쾌속특급 ● 특급 ● 보통    | KS 42 나리타 공항 방면     |
| 게이세이 전철 나리타 공항선                               |                             |                            |
| KS 02 닛포리 우에노 방면                                  | 특급 "스카이라이너"         | KS 42 나리타 공항 방면     |
| KS 43 나리타유카와 우에노, 오시아게, 하네다 국제공항 방면 | ●악세스 특급・에어포트 쾌특 | KS 42 나리타 공항 방면     |